# ناحیه ادی، شهرستان کلیرواتر، مینه سوتا
ناحیه ادی (به انگلیسی: Eddy Township) یک منطقهٔ مسکونی در ایالات متحده آمریکا است که در شهرستان کلیرواتر، مینه‌سوتا واقع شده‌است.
 ناحیه ادی ۹۲٫۲ کیلومتر مربع مساحت و ۳۲۲ نفر جمعیت دارد و ۴۳۵ متر بالاتر از سطح دریا واقع شده‌است.